# Tverca
La Tverca (in russo Тверца́?; anche traslitterata come Tvertsa) è un fiume della Russia europea centrale, affluente di sinistra del Volga. Scorre nell'Oblast' di Tver': nel distretto della città di Vyšnij Voločëk, nei rajon Toržokskij e Kalininskij, e nelle città di Toržok e Tver'.
Nasce all'estremità nordoccidentale del rialto del Valdaj, dal bacino artificiale di Vyšnij Voločëk, scorrendo successivamente in una zona debolmente rilevata con direzione dapprima sudorientale poi, dopo la cittadina di Toržok, orientale. Sfocia nel Volga da sinistra a 3 084 km dalla sua foce, presso la città di Tver'.
La Tverca è gelata, mediamente, da fine novembre ai primi di aprile.